# Булич, Николай Никитич
 Николай Никитич Булич  (3 [15] февраля 1824, Курган, Тобольская губерния — 24 мая [5 июня] 1895, Русский Юрткуль, Казанская губерния) — историк русской литературы, член-корреспондент Императорской Академии наук, магистр философских наук, доктор славяно-русской филологии, тайный советник, профессор и ректор Императорского Казанского университета (1882—1885).

## Биография

### Происхождение
Происходил из рода Буличи — дворяне Черниговской губернии; род внесён во 2-ю часть дворянской родословной книги «Военное дворянство, приобретенное чином военной службы».
Согласно метрическим книгам, Николай Булич родился 3 (15) февраля 1824 года в дворянской семье в городе Кургане Курганского округа Тобольской губернии Западно-Сибирского генерал-губернаторства. Был крещён 8 (20) февраля 1824 года священником Афанасием Бирюковым. Восприемниками были: коллежский асессор Гавриил Васильев и коллежского секретаря Стефана Гуляева жена Стефанида. Имя матери ребёнка не указано, и даже запись сделана в конце списка, родившихся в 1824 году. Кроме того, дата рождения самим Николаем Никитичем называлась 5 (17) февраля 1824 года, что и было использовано биографическими энциклопедиями.
Его отец, надворный советник Никита Иванович Булич (впоследствии — коллежский советник). В 1821 году в составе канцелярии С. Т. Батенькова, управлявшего X округом путей сообщения при сибирском генерал-губернаторе М. М. Сперанском, был направлен на ревизию в город Курган, где и женился. В семье Никиты Ивановича было пять сыновей: Николай; Степан (28.3.1825 — ?), помещик; Александр (10.7.1826 — 1864), полковник; Константин (26.12.1828 — 1871), окончил Казанский университет, служил в Департаменте уделов, надворный советник, в 1871—1874 гг. — чистопольский и мамадышский уездный предводитель дворянства и Павел (20.07.1830 — ?), помещик.
В 1828 году Буличи уехали из Кургана в Киев. В 1832 году Никита Иванович Булич овдовел, в 1835 году переехал в Казань, где служил секретарём жандармского начальника. Род Никиты Ивановича был внесён в 3-ю часть дворянской родословной книги Казанской губернии «Дворянство бюрократическое, приобретенное чином гражданской службы или пожалованием ордена» по определению Казанского дворянского депутатского собрания от 2 ноября 1834 года, утвержденному указом Герольдии от 27 июня 1841 года.

### Образование и преподавательская деятельность
В 1841 году Николай Булич окончил Вторую Казанскую мужскую гимназию и поступил на историко-филологический факультет Казанского университета, который окончил в 1845 году с золотой медалью и званием кандидата за диссертацию «О философии Шеллинга».
После защиты 27 июля (8 августа)  1849 года диссертации «Значение формального и метафизического взгляда на науку логики с особенным рассмотрением логического учения Аристотеля» он получил степень магистра философских наук и 5 (17) октября 1849 года был избран адъюнктом при кафедре философии. В службу вступил 4 (16) января 1850 года, но в том же году преподавание философии было передано профессорам богословия, и Булич оказался «за штатом».
После оставления профессором Фойгтом Казанского университета 25 января (6 февраля)  1853 года Буличу была предоставлена кафедра русской словесности, с обязательством получить в течение года степень доктора. После того как он 8 (20) апреля 1854 года был утверждён доктором русского языка и словесности за диссертацию «Сумароков и современная ему критика», защищённую в Петербургском университете, 28 августа (9 сентября)  1854 года он был избран экстраординарным профессором Казанского университета по кафедре русской словесности; 14 (26) ноября 1857 года избран ординарным профессором по той же кафедре.
Николай Булич получил в качестве поощрения от царя землю, расположенную на территории села Русский Юрткуль Спасского уезда Казанской губернии (ныне в Ульяновской области). В 1850-х годах он привез крепостных крестьян из города Углича, выменянных на породистых собак. Приехали семьи, которые носили фамилии Кузнецовы, Максимовы, Пахомовы, Семеновы и другие. Был построен большой одноэтажный дом, состоящий из множества комнат, в котором жил сам хозяин с семьей и прислугой. Затем построили небольшую часовню, в которой во всех четырёх углах находились иконы, на специально сделанных поставцах. Рядом с домом построили «людскую» для крестьян, к ней пристроили столовую, в которой они могли питаться, и общественную баню для крестьян, около неё построили и конюшню для скотины рабочих. В начале 1930-х годов барский дом разрушили, и часть срубов перекатали в Матвеевское для постройки больницы. Николай совместно с братьями Александром и Константином имел в сц. Кушникове и д. Приютовке Чистопольского уезда 98 душ крестьян и 976 десятин земли.
В 1857—1859 годах находился в заграничной командировке. Вскоре после возвращения из-за «подозрений во вредном направлении его чтений» 23 февраля (6 марта)  1860 года приказом министра народного просвещения был причислен к министерству с увольнением от должности профессора. В 1860—1861 годах работал в Петербургской публичной библиотеке над докторской диссертацией по философии эпохи Возрождения, успешно выступал с публичными лекциями и ждал решения вопроса относительно своего утверждения на кафедру философии в Санкт-Петербургском университете. В это время он принадлежал к тайному обществу «Библиотека казанских студентов»; сотрудничал в «Колоколе» Герцена. Тем не менее, 4 января 1861 года Н. Н. Булич был восстановлен ординарным профессором русской словесности Казанского университета.
С 9 (21) июля 1862 года по 9 (21) декабря 1864 года исполнял должность декана историко-филологического факультета. С 28 октября (9 ноября)  1866 года — действительный статский советник. После введения университетского устава 1863 года он был избран проректором университета и занимал эту должность до 29 декабря 1870 года (10 января 1871 года).
В 1873—1875 годах он преподавал по вакантной кафедре славянских наречий. С 1875 года — заслуженный профессор; 27 мая (8 июня)  1875 года был избран деканом историко-филологического факультета, оставаясь в этой должности до 9 (21) сентября 1878 года; затем он был деканом ещё с 28 августа (9 сентября)  1881 года до 13 (25) ноября 1882 года, когда был избран ректором Императорского Казанского университета (утверждён в этой должности только 16 (28) сентября 1884 года).
В 1881 году Булич решил разбить сад в усадьбе Юрткули. Сначала перекрыли плотиной и засадили тальником запруду, проложили дорогу. На месте оврага, расположенного недалеко от дома, образовалось озеро, именуемое Жибленкой. К этому времени в барском доме выкопали погреб и кладовые-землянки, для дальнейшего хранения вина, сделанного из фруктов собственного сада. Вокруг Жибленки посадили яблони разных сортов, отступив около 70 метров от дома до озера, насадили липовую аллею. С южной и юго-восточной стороны от ветра посадили сосновую рощу площадью 50 соток. С северной стороны посадили морозоустойчивые сорта яблонь. С севера на юг, начиная от яблонь, посадили клен канадский, дуб черешчатый, липу и березняк длиной 25 метров. С запада усадьбы посадили акацию, а с лицевой стороны дом засадили сиренью двух сортов: белую и сиреневую. Вблизи дома с севера на юг полукругом посадили три сосны и три ели. На Жибленке поставили водокачку для полива посаженных деревьев.
Вышел в отставку 28 ноября (10 декабря)  1885 года.
Современники утверждали, что он великолепно читал свои лекции, «державшие аудиторию всегда в напряженном внимании.
Николай Никитич Булич скончался 24 мая (5 июня) 1889 года в звании заслуженного профессора и почётного члена Казанского университета в имении Юрткули в селе Юрткули (Архангельское) Юрткульской волости (тат. Йорткүл вулысы) Спасского уезда Казанской губернии, ныне село Русский Юрткуль входит в Матвеевское сельское поселение Старомайнского района Ульяновской области. 28 мая (9 июня)  1889 года был похоронен на Арском кладбище города Казани.
Библиотека Н. Булича, около 7 000 томов, представляла по своему содержанию огромную ценность. Имелся рукописный каталог, составленный по годам, в порядке приобретения, снабженный необходимыми пояснениями, а также карточные алфавитный и систематический каталоги. В 1893 г. Н. Булич пожертвовал свою библиотеку Казанскому университету.

### Награды
- Орден Святой Анны 2-й степени (1864)
- Орден Святого Владимира 3-й степени (1870)
- Орден Святого Станислава 1-й степени (1876)
- Орден Святой Анны 1-й степени.

Около 1880 года Н. Н. Булич получил чин тайного советника. В 1883 году Академия наук выбрала его своим членом-корреспондентом, а Совет Казанского университета — почётным членом.

## Семья
Жена, вдова есаула Дворникова, Юлия Васильевна, брак заключен 7 (19) июня 1861 года, за женой при выс. Шигалеевка и выс. Васильевка Спасского уезда 629 десятин земли.
- Сын, Борис Николаевич (18 (30) января 1864 года — 1 мая 1921 года), управляющий отделением Департамента общих дел при министре внутренних дел, действительный статский советник за отличие (1907), имел родовое имение в 1200 десятин в Казанской губернии.
  - Внук Георгий Борисович (18 (30) августа 1894 года — после 1920 года)
  - Внучка Елена Борисовна (24 июля (5 августа)  1897 года — ?)